# Stanley Donwood
Stanley Donwood är pseudonymen för den brittiske författaren och konstnären Dan Rickwood. Donwood är känd för sitt nära samarbete med bandet Radiohead, och för att sedan 1994 skapat alla deras albumomslag och affischer.